# Enargia glaucula
Enargia glaucula là một loài bướm đêm trong họ Noctuidae.